# Zizyphia
Zizyphia is een geslacht van vlinders van de familie tastermotten (Gelechiidae).

## Soorten
- Z. cleodorella Chrétien, 1908
- Z. zizyphella Amsel, 1935